# Deák Tamás (író)
Deák Tamás (Arad, 1928. március 23. – Budapest, 1986. január 24.) magyar költő, író, drámaíró, műfordító.

## Életpályája
Gyermekkorát Temesvárt töltötte, a piarista gimnáziumban érettségizett. 1946-ban került egyetemi hallgatóként Kolozsvárra. 1948 és 1950 között a Romániai Magyar Szó kolozsvári tudósítója, 1950-től 1955-ig az Állami Magyar Opera művészeti titkára, 1955-56-ban az Igaz Szó, 1958-tól 1975-ig a Művészet, ill. Új Élet kolozsvári szerkesztője, 1978-tól a Téka-sorozat társszerkesztője.
Gaál Gábor felfedezettjeként irodalmi pályáját versekkel és verses műfordításokkal kezdte, 1948 és 1954 között azonban csak mint opera-szövegkönyvek fordítója szerepelt a nyilvánosság előtt. Érdeklődése fokozatosan a kritika és esszé felé fordult; esszén nem a kísérletezés, hanem a mérlegelés műfaját értette, erről tanúskodtak mindenekelőtt világirodalmi tárgyú írásai (Odysseus üzenete, 1966; Boldog verseny, 1973). Michelangelóról, Flaubert-ről, Csehovról, Proustról, Musilról, Thomas Mannról, Montherlant-ról, O’Neillről, Lampedusáról szóló esszéit tájékozódottság és színvonalas gondolatmegformálás jellemezte, jótékony befolyást gyakorolt a romániai magyar irodalom igényszintjére. Olvasmányai, úti élményei kapcsán polemikusan nézett szembe a modern kor egyes erkölcsi kérdéseivel.
Az 1960-as évektől egy ideig elsősorban a drámaírás foglalkoztatta, nemcsak mint irodalomtörténeti és elméleti probléma: drámaírói gyakorlatában gazdag világirodalmi ismereteit is hasznosította. Testvérek c. drámakötetének (1967) öt darabja közül elsőként a Fictus és Laodiké került bemutatásra a budapesti Egyetemi Színpadon (1963), ezt követte a Demetrius (1965) és az Ádám elkárhozása (1966) immár a kolozsvári Állami Magyar Színházban. Korai drámai művei közül azonban a Fictus és Laodiké mellett mindenekelőtt a Két halál (1960) és a Testvérek (1964) konfliktusmagva és drámai szerkezete meggyőző.
Legnagyobb szakmai és közönségsikerét A hadgyakorlat c. groteszkjével aratta, amely az 1968-as országos drámapályázaton díjat nyert, s még a nagyváradi magyar nyelvű ősbemutatója előtt (1970) Szatmáron, Bukarestben és Botosán-ban román színházak játszották. Ebben a darabban a hatalom természetéről mondta el véleményét jól megépített drámai szituációkban, meggyőzően jellemzett figurák által. Hasonló gondolatok és helyzetek éltetik A forró szigetet (1968) is. E darabjának címét viselő, második drámakötetének (1972) egyik legsikerültebb alkotása, Az érsek imája ugyancsak a hatalom és emberség viszonyát elemzi a IV. századi Poitiers-beli Hilarius hittérítő buzgalmának véres történetében (a drámából Petre Bokor készített Hilarius címmel tévéjátékot 1974-ben).
Írói munkásságában az 1970-es években a próza került előtérbe. Nagy sikerű regénye, az Egy agglegény emlékezései (1971), a főhős ironikusan bemutatott szerelmi kalandjaiban a közéletből kiszorult ember életének ürességét érzékelteti. Ezt követte az Antal a nagyvilágban (1975) s a Don Juan (1978). Közben Hallatlan történetek címmel már 1974-ben novelláskötete is megjelent. Új esszégyűjteménye Káprázat és figyelem (1980).
Verses műfordításainak gyűjteménye, az Átváltozások (1968) latin, francia, német, angol és román költők verseit tartalmazza. Magyarra fordította többek közt Grigore Alexandrescu meséit, Vasile Voiculescu és Nina Cassian verseit, valamint Henry de Montherlant két színművét. Fordításában adták ki George Călinescu verseinek gyűjteményét A dolgok dicsérete címmel (1974). Újabb fordításai: Ion Luca Caragiale Az elveszett levél c. vígjátékának korszerű tolmácsolása, valamint a Shakespeare utolsó, kitalált szonettjei Vasile Voiculescu képzelt tolmácsolásában c. kötet (1976). A Horizont-sorozat tanácsadója; Goethe, Goncsarov, Broch, Mansfield, Gogol, Poe, Thomas Mann, Dosztojevszkij, Borges, Ibsen e sorozatban megjelent műveihez kísérő tanulmányokat írt.
Drámái közül az Ádám elkárhozása román nyelven könyv formában is megjelent; lefordították románra Egy agglegény emlékezései c. regényét is. A bukaresti rádióban előadott Testvérek fordítója Nina Cassian.

## Művei
- Odysseus üzenete. Esszék; Irodalmi, Bukarest, 1966
- Testvérek (színművek, 1967, Irodalmi Kiadó)
- Egy agglegény emlékezései (regény, 1971, Kriterion)
- A forró sziget (színművek, 1972, Eminescu)
- Boldog verseny (1974, Kriterion)
- Hallatlan történetek (1974, Albatrosz)
- Antal a nagyvilágban (regény, 1976, Kriterion)
- Don Juan (regény, 1979, Kriterion)
- Káprázat és figyelem (esszék, 1980, Kriterion)
- Újabb hallatlan történetek (1980, Albatrosz)
- Alagutak a halálig (válogatott elbeszélések, 1984, Szépirodalmi Könyvkiadó) ISBN 963-15-2590-2
- A történet értelme. Válogatott és bizalmas esszék; Magvető, Bp., 1986
- Az érsek imája (színművek, 1988, Magvető)
- Történet, kutyával (elbeszélések, 1993, Magyar Hírlap Kiadó)